# كارلوس فيلا (أستاذ جامعي)
كارلوس فيلا (بالإنجليزية: Carlos Villa)‏ هو فنان تشكيلي أمريكي، ولد في 11 ديسمبر 1938 في سان فرانسيسكو في الولايات المتحدة، وتوفي بنفس المكان في 23 مارس 2014.